# Ботулу
Ботулу (рос. Ботулу) — село Верхньовілюйського улусу, Республіки Саха Росії. Адміністративний центр Ботулунського наслегу.
Населення — 815 осіби (2010 рік).